# هانس تیرینگ
هانس تیرینگ (آلمانی: Hans Thirring؛ زاده ۲۳ مارس ۱۸۸۸ – درگذشته ۲۲ مارس ۱۹۷۶) یک فیزیک‌دان اهل اتریش بود.